# Calcio gaelico
Il calcio gaelico (in inglese Gaelic football; in irlandese peil Ghaelach) è uno degli sport gaelici, discipline sorte e diffuse quasi esclusivamente in Irlanda e derivate da vari giochi storici con la palla irlandesi, come a esempio il Caid.
Si disputa con un pallone sferico come il calcio tra due squadre di 15 giocatori ciascuno come nel rugby union su un campo in erba rettangolare; lo scopo del gioco è quello di far passare il pallone attraverso una porta che ricorda quella del rugby, con due pali e una traversa a separarli, ma non alla loro altezza massima: quando il pallone entra tra i pali e sotto la traversa si segna un goal e si incamerano tre punti; quando la palla passa sopra la traversa ma entro i due pali viene segnato un solo punto.
I giocatori possono portare palla con le mani, calciandola, passandola con un pugnetto o passandola da soli palleggiando tra piede e mano.
Ruoli, modalità di punti e falli sono speculari tra i vari sport gaelici e le regole sono quasi interamente uguali a quelle dell'hurling e del camogie. In campo scendono un portiere, che nell'area di porta può gestire la palla in mano liberamente come nel calcio, sei difensori, due centrocampisti e sei attaccanti.
Il calcio gaelico è uno dei quattro sport gaelici gestiti dalla Gaelic Athletic Association, meglio nota come 'GAA', l'organizzazione sportiva più grande e importante d'Irlanda. Con gli altri sport gaelici, il "football" rimane uno dei pochi sport agonistici amatoriali, essendo vietati dall'organizzazione qualsiasi forma di professionismo e di compenso per le attività sportive svolte da giocatori e allenatori.
Lo sport è molto popolare in tutta l'isola d'Irlanda e ha estimatori anche all'estero, soprattutto nei Paesi della diaspora irlandese (Regno Unito, Nord America e Australia).
Secondo le direttive della GAA, il calcio gaelico è uno sport prettamente maschile.
In ragione di ciò la disciplina al femminile è gestita da un'altra organizzazione, la LGFA, acronimo di Ladies' Gaelic Football Association.

## Storia
Il calcio gaelico è stato regolamentato per la prima volta nel 1887, ma ha chiari ed evidenti collegamenti con altri sport simili precedenti, in particolare il cosiddetto caid. Di conseguenza a volte viene chiamato anche oggi caid, seppur impropriamente visto che le due discipline hanno alcune differenze.
La prima traccia storica del calcio gaelico risale a un atto legale del 1308, dove viene riportato che John McCrocan, spettatore di una partita di "football" a Novum Castrum de Leuan (New Castle of the Lyons o Newcastle) fu messo sotto processo per aver pugnalato un giocatore chiamato William Bernard. Peraltro un campo vicino all'area di Newscastle, nella Contea di Dublino, è tutt'oggi conosciuto come "the football field" ("il campo da calcio").
Lo Statuto di Galway del 1527 consentiva di praticare "foot balle" e tiro con l'arco ma proibiva il cosiddetto "hokie" — il lanciare (hurling) palline con mazze e bastoni — così come altre discipline.

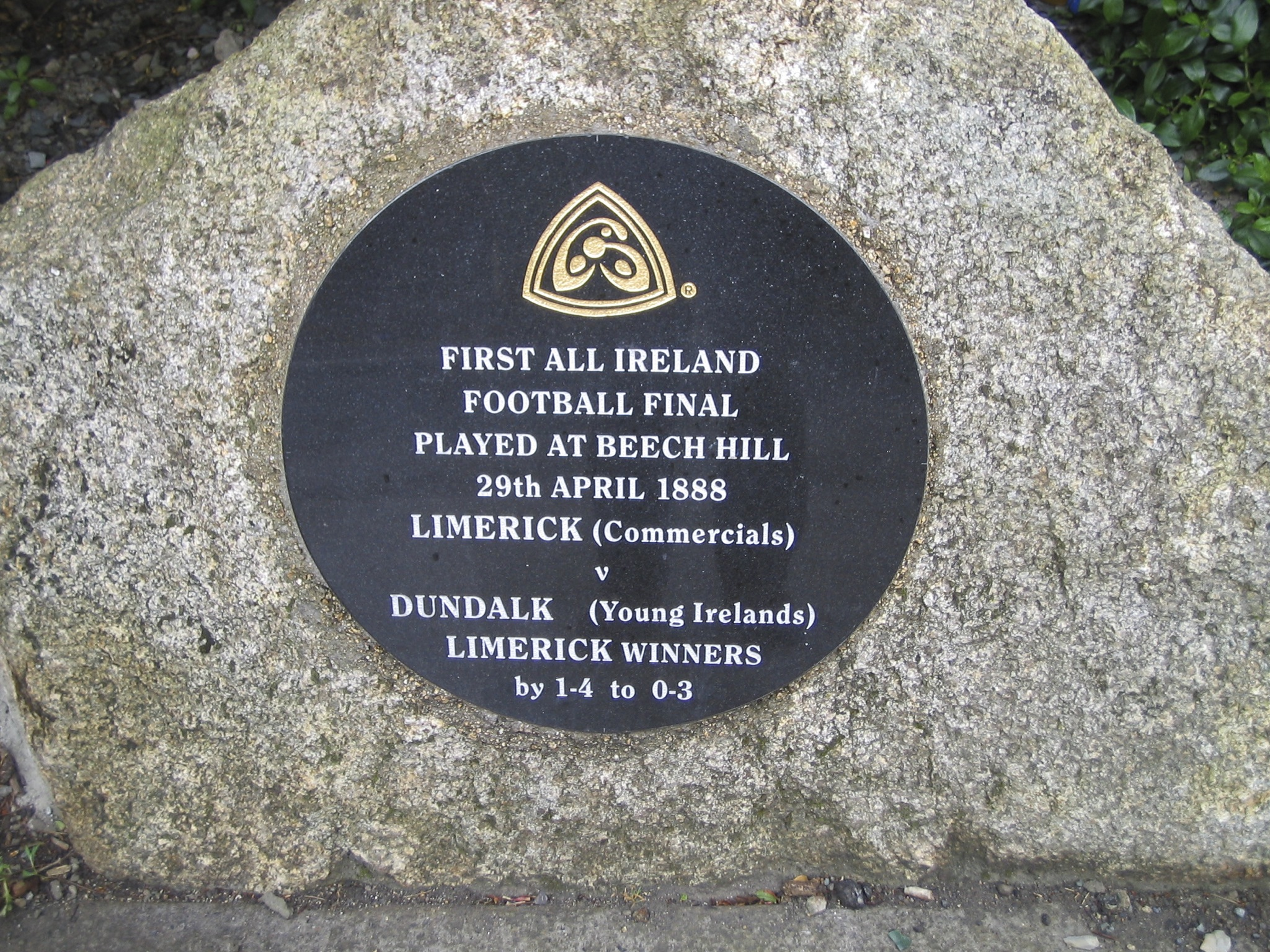
Placca a Beech Hill dove si giocò la prima finale All-Ireland della storia vinta dal Commercial Clubs, ideatore del primo regolamento del calcio gaelico

Dal XVII secolo, quello che era uno sport popolare spesso osteggiato dalle signorie locali, conobbe una rapida espansione per la partecipazione dei signori stessi che organizzavano gli incontri, spesso per poter scommettere sull'esito delle partite. Le puntate raggiungevano e superavano spesso cento ghinee.
Il documento più antico che attesta l'esistenza di un gioco precursore dello sport attuale è del 1670 e testimonia una partita tenutasi nella Contea di Meath dove già allora la palla era colpita e passata con mani e piedi.
Successivamente il "foot-ball" fu bandito dal Sunday Observance Act of 1695, che impose la sanzione di uno scellino (una somma abbastanza alta per il tempo) a chi fosse stato sorpreso a praticare lo sport. Lo sport fu praticato comunque di nascosto e le autorità non avevano la possibilità di dare efficacia alla nuova legge, tanto che nel 1712 con certezza si disputò a Slane il primo incontro tra contee di cui si ha notizia, tra Louth e Meath, come testimoniato da un poema di 88 versi di James Dall McCuairt, "Ba haigeanta".
Una versione sei contro sei si diffuse a Dublino ad inizio XVIII secolo e cento anni dopo gli incontri tra contee erano abbastanza frequenti.
Nel sud-ovest e in particolare nel Kerry e nella penisola di Dingle era particolarmente diffuso il caid, anch'esso giocato con regole non uniformi. Father W. Ferris descrisse due forme di caid: il "field game", nel quale si giocava con porte a forma di arco fatte con rami d'albero e il "cross-country game", che durava un'intera domenica dopo la messa e nel quale la vittoria si decretava facendo passare la palla oltre il confine di una parrocchia. Mischie, trattenute e trascinare la palla erano tutte azioni lecite.

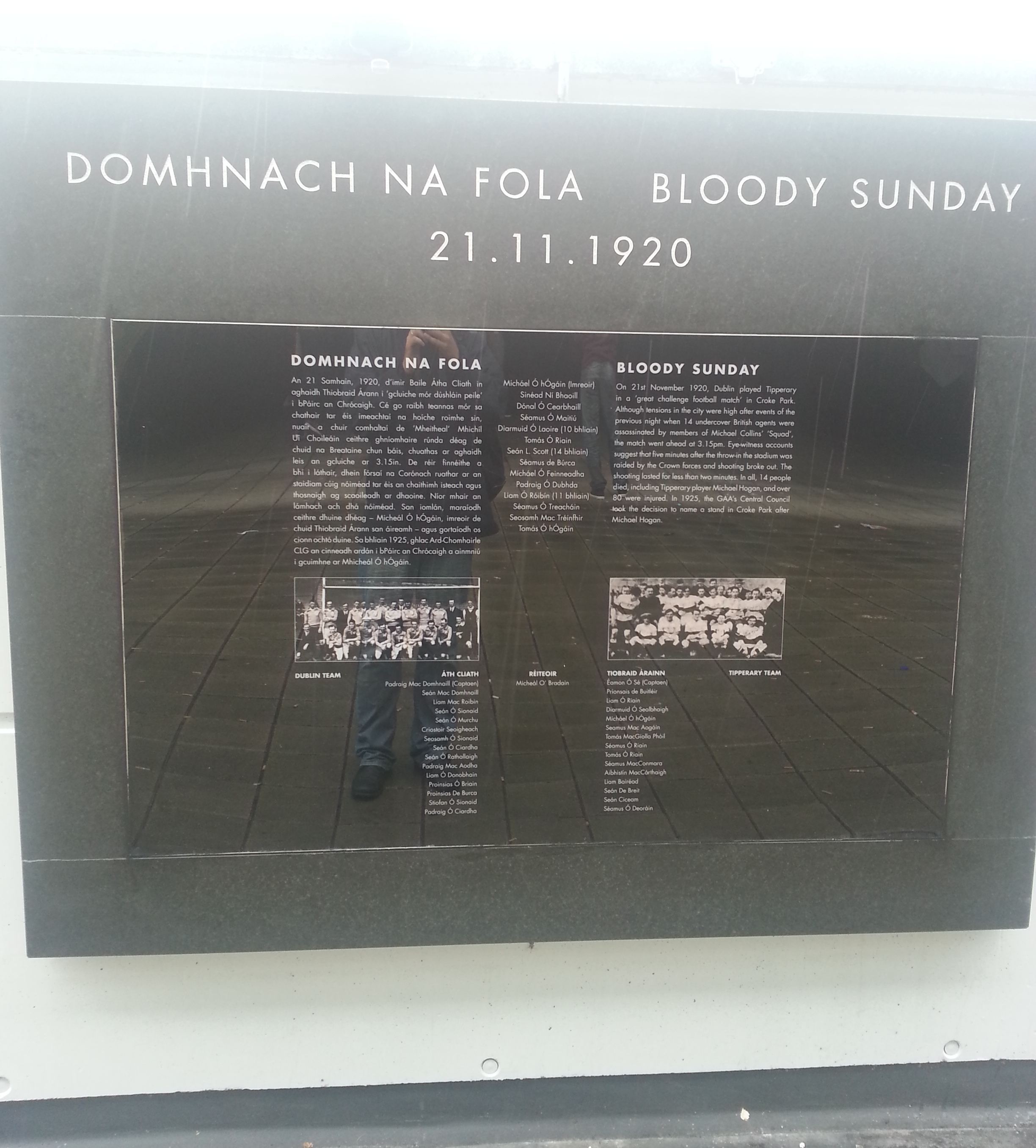
Placca sul Bloody Sunday del 1920 a Croke Park

Tra gli anni '60 e '70 dell'800, il Rugby cominciò a diffondersi molto velocemente in Irlanda. La prima roccaforte del nuovo sport fu il Trinity College e la conseguente regolamentazione del gioco ad opera della Football Association avvenuta nel 1863 permise una diffusione sempre più rapida e immediata. In quel periodo, secondo lo storico del football gaelico Jack Mahon, anche nelle campagne irlandesi il caid aveva cominciato a perdere mordente, sostituito sempre più spesso da uno sport "ruvido e di contrasti". A peggiorare le condizioni del calcio gaelico contribuì anche il calcio che si stava diffondendo sull'isola assieme al rugby e riscontrava grande successo soprattutto nell'Ulster a partire dagli anni 1880.
Limerick rimase la roccaforte dei giochi tradizionali all'epoca e il Commercials Club, fondato da lavoratori del Cannock's Drapery Store, fu uno dei primi club ad imporre una serie di regole adottate poi dagli altri club della città. Sorse l'esigenza di promuovere e tutelare gli sport gaelici da parte di un'associazione unitaria e fu così che nacque la GAA: per molti il periodo più buio del calcio gaelico fu proprio quello della fondazione dell'associazione.
Il football gaelico non fu regolamentato dalla nuova Gaelic Athletic Association (GAA) fino al 1887. Intento principale della GAA fu da subito promuovere gli sport tradizionali irlandesi, come l'hurling, osteggiando gli sport "stranieri" (in particolare quelli inglesi). Il primo regolamento ufficiale del calcio gaelico, molto influenzato dalle regole dell'hurling e col chiaro intento di differenziarlo dal calcio - in particolare con l'assenza del fuorigioco - furono scritte da Maurice Davin e pubblicate nella rivista United Ireland del 7 febbraio 1887. A ben vedere si trattava nell'ossatura delle regole già imposte dal Commercials Club, che divennero la base delle regole ufficiali: non per altro il Commercials Club vinse, rappresentando la Contea di Limerick, la prima edizione della storia del torneo All-Ireland..
Lo sport tornò a diffondersi e a essere particolarmente praticato. Il Bloody Sunday del 1920 a Dublino si verificò proprio durante una partita di calcio gaelico a Croke Park: i Black and Tans, forze armate britanniche, fecero irruzione dentro l'impianto aprendo il fuoco per rappresaglia contro la popolazione civile inerme e i giocatori e uccidendo quattordici persone e ferendone sessantacinque. Tra i morti c'era anche il giocatore di Tipperary Michael Hogan, a cui è stato dedicato uno dei settori più importanti del Croke Park, la Hogan Stand.
Per l'episodio la GAA avrebbe vietato per parecchi decenni qualsiasi tipo di sport inglese all'interno di Croke Park.
Il calcio gaelico femminile ha cominciato a essere popolare soltanto dagli settanta.
L'influenza tra calcio gaelico e calcio australiano e su chi sia precursore dell'altro è oggetto di controversie storiche. La loro relativa somiglianza ha permesso comunque a tanti giocatori irlandesi di essere tesserati da club australiani (che invece sono professionistici) nonché di organizzare, da parte di entrambe le associazioni, partite internazionali con regole miste dei due sport tra le selezioni irlandese e australiana: lo sport in questione viene chiamato International Rules Football.

## Regole di gioco

### Campo da gioco

Campo di gioco

Un campo da calcio gaelico (come quello da hurling) è molto simile a un campo da rugby, ma più largo. Con manto in erba, è rettangolare e contraddistinto da dimensioni che variano dai 130-145 metri per quel che riguarda la lunghezza ed 80-90 metri di larghezza. Sui lati più corti del campo sono poste due porte a forma di H formate da due pali alti dai 6 ai 7 metri uniti da una traversa orizzontale posta a circa 2,5 metri da terra. Una rete attaccata alla parte dei pali sotto alla traversa e alla traversa stessa forma una porta simile a una di calcio. Lo stesso campo e le stesse porte sono utilizzati anche nell'hurling, come disposta dalla GAA, in modo da organizzare e gestire più agevolmente gli incontri di entrambi gli sport, contenendo il numero degli impianti e facilitando il cosiddetto dual usage ("doppio utilizzo"). Le linee sono segnate a una distanza di 13, 20 e 45 metri (65 nell'hurling, unica differenza) da ogni linea di fondo. Campi più piccoli e porte più piccole vengono utilizzati per gli incontri giovanili.

### Durata dei match
La maggior parte delle partite di calcio gaelico di categoria senior e under 21 dura 60 minuti, divisa in due tempi da 30. L'unica ma vistosa eccezione riguarda gli incontri inter-county (tra contee) che durano 70 minuti, divisi in due tempi da 35. I pareggi sono decisi con replay (rigiocando il match) o giocando dei supplementari da 20 minuti, dieci per tempo. Gli under-12 hanno tempi da 20 o 25 minuti a seconda dei casi.
La pausa tra un tempo e l'altro è a prescindere di 15 minuti.

### Squadre
Le squadre sono formate da quindici giocatori (un portiere, due difensori d'angolo, un difensore centrale, tre mediani, due centrocampisti, tre mezze punte, due attaccanti d'angolo e un attaccante pieno) più un massimo di quindici sostituti, dei quali cinque possono entrare in campo. Ogni giocatore è numerato da 1 a 15, a partire dal portiere, che deve indossare una divisa di colore differente. Al di fuori dell'Irlanda sono ammesse partite con meno giocatori in campo: nei tornei ufficiali europei della Europe GAA le squadre giocano ad esempio in undici, ma non mancano anche tornei a sette giocatori.

### La palla

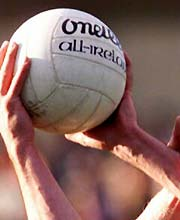
La palla ufficiale dei campionati maggiori, prodotta dalla compagnia O'Neill's

Lo sport viene giocato con un pallone rotondo di cuoio, che è più pesante ma molto simile a quello del calcio fino agli anni sessanta; infatti è formato da diciotto strisce orizzontali piuttosto che da esagoni e pentagoni spesso usati nei palloni da calcio attuali, e a prima vista molto più vicino a un pallone da pallavolo. Il pallone è più grande di uno da pallavolo ma leggermente più piccolo di uno da calcio, con una circonferenza di 69–74 cm (27–29 in) ed un peso di circa 370–425 g (13,1–15,0 oz) quando asciutto.

#### Possesso e circolazione
Il possesso e la circolazione di palla sono molto particolari. Un giocatore può trattenere la palla tra le mani muovendosi per il campo: stando fermo non può tenere palla più di 4 secondi, nello spostarsi non può tenerlo in mano per più di quattro passi, dopo i quali dovrà palleggiarlo o facendolo rimbalzare a terra con la mano (come nel basket) o sul piede. Il palleggio col piede viene chiamato solo (e l'azione soloing) ed è uno dei gesti più tecnici dello sport, assimilabile alla capacità di palleggio o di dribbling nel calcio. 
Un giocatore non può effettuare più di un palleggio con la mano alla volta, dovendoli intervallare necessariamente almeno con un soloing, che invece può operare illimitatamente.
Il pallone può essere calciato o passato di mano tramite un pugno: quest'ultimo non è propriamente un pugno come potrebbe sembrare, piuttosto un colpo di nocche. Non si può lanciare la palla.
Particolare anche l'acquisizione del possesso di palla: quando è in aria o sta rimbalzando può essere preso direttamente con le mani, quando è fermo a terra o rotola senza rimbalzare deve essere tirato su necessariamente col piede (cosiddetto pickup).

#### Infrazioni
Fare determinate azioni con la palla non è permesso, e sono considerati falli tecnici ("fouling the ball"):
- Colpire la palla indirizzandola direttamente fuori dal campo
- Trattenere la palla
- Fare più di quattro passi senza passare, far rimbalzare o soloing la palla.
- Far rimbalzare la palla due volte di seguito
- Gettare la palla sopra la testa di un avversario per poi riprenderla dopo averlo superato in corsa
- Passare la palla in rete di mano (al volo può essere colpita invece)
- "Square ball", una regola spesso molto dibattuta e, per questo, simile al fuorigioco nel calcio: se, nel momento in cui la palla entra nell'area piccola, è presente un altro attaccante all'interno, l'arbitro fischia punizione.

#### Rubare palla
Il livello di tackle consentito è più vasto del calcio, ma inferiore rispetto al rugby, ed è spesso criticato per la maniera troppo vaga in cui è regolamentato.
Il contrasto spalla a spalla, disturbare l'avversario colpendo il pallone in suo possesso col pugno di una sola mano, il contrasto e il contenimento senza placcare, togliere la palla dalla traiettoria dell'avversario e parare un tiro con le mani sono tutti gesti permessi, mentre i seguenti sono falli:
- usare entrambe le mani per placcare l'avversario
- spingere l'avversario
- colpire deliberatamente un avversario
- tirare la maglia
- bloccare un tiro col piede
- entrare in scivolata
- toccare il portiere dentro l'area piccola

A seconda della gravità del fallo commesso, l'arbitro può comminare una sanzione al giocatore esibendo un cartellino giallo, nero o rosso. I cartellini gialli e neri sono simili a quelli comminati nel calcio e comportano un'ammonizione il primo e l'espulsione dal campo il secondo. Due cartellini gialli comportano l'espulsione, più cartellini accumulati nelle varie gare la squalifica per una partita. Il cartellino nero è un'introduzione recente, entrata in vigore il 1º gennaio 2014 e prevede l'allontanamento dal campo del giocatore che ha commesso la scorrettezza che può essere tuttavia sostituito da un giocatore della panchina.

#### Tirare in porta
Per ottenere dei punti i giocatori devono riuscire a indirizzare il pallone in gol o sopra la traversa (over the bar). Sopra la traversa la palla può essere mandata in qualsiasi modo consentito per passarla, quindi sia con un pugno di mano, sia calciandola. Per quel che riguarda il tiro in porta, quando il giocatore è in possesso del pallone questo può essere fatto solo di piede; può invece colpirla al volo sia di mano sia di piede su passaggio di un compagno o su un rimbalzo, senza quindi bloccarla tra le braccia o mani. Il pallone non può essere lanciato in rete e non si può oltrepassare la linea di porta col pallone tra le braccia: invece che gol, nell'ultimo caso, l'arbitro decreterà un fallo agli avversari.

### Punteggio

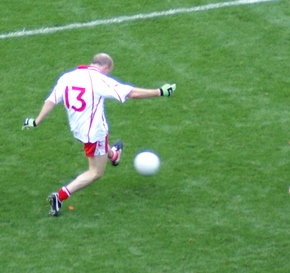
Giocatore intento a segnare un gol: vale tre punti

Il punteggio, a prima vista piuttosto ostico, in realtà è molto semplice: se la palla entra fra i due pali della porta, la squadra consegue dei punti.
Se la palla passa sopra la traversa, vale un punto (point) e viene alzata una bandiera bianca. Se la palla passa invece sotto la traversa e finisce in rete, si tratta di goal, che vale tre punti, e viene alzata una bandiera verde.
Fare punti è abbastanza facile, perché non possono essere ostacolati, mentre la porta è protetta da un portiere. Il punteggio è registrato nel modo {goal totali}-{point totali}. Ad esempio, la semifinale All-Ireland del 1991 finì: Meath 0-15 Roscommon 1-11. Il Meath aveva, quindi, vinto "quindici punti" a "uno per tre più undici" (ovvero a quattordici).

### Giudici di gara
La partita di calcio gaelico è diretta da otto direttori di gara:
- L'arbitro
- Due guardalinee
- Il quarto uomo (solo nei match maggiori)
- Quattro umpires (due ad ogni fondocampo)

L'arbitro avvia e ferma il gioco, annota il punteggio, sanziona le punizioni e ammonisce ed espelle i giocatori.
I guardalinee si occupano delle azioni vicino alle parti laterali del campo e assegnano le rimesse.
Il quarto uomo è simile al calcio, si occupa delle sostituzioni e delle panchine, e segnala il recupero comunicatogli dall'arbitro col cartellone elettronico.
Gli umpires convalidano i punti o, meglio, comunicano all'arbitro l'esito di un tiro in porta: a lato (braccia aperte), punto (bandiera bianca) o gol (bandiera verde). Inoltre si occupano di due infrazioni, il 45 (braccio alzato) e lo square ball (braccia incrociate).
I giudici di gara possono tutti segnalare falli di gioco o scorrettezze sfuggite all'arbitro, anche se questo raramente succede. Tuttavia l'ultima parola spetta all'arbitro.
Se i tifosi calcistici (italiani, e non) passano le giornate successive alle partite a criticare gli arbitri, nel calcio gaelico la situazione è ancora più incandescente: gli arbitri vengono spesso criticati e contestati per le loro decisioni, specialmente riguardo alla regola dello "square ball", per le espulsioni comminate e per i falli in genere, nonché per il tempo di recupero. Una leggenda metropolitana assai diffusa (ma falsa) racconta di un arbitro chiuso nel vano di un'automobile (secondo altre versioni, negli spogliatoi) dopo una partita di club nella reggia Contea di Wicklow da giocatori non soddisfatti. Un comportamento diffuso nel calcio australiano, e non solo, ma da scoraggiare soprattutto per avvicinare i giovani che ancora lo preferiscono in Irlanda al calcio e al rugby, dove le regole sono più rigidamente applicate.

### Gioco fermo
- La partita inizia quando l'arbitro lancia la palla fra i quattro centrocampisti.
- Quando un attaccante ha tirato la palla fuori, e l'ha mostrata all'arbitro, il portiere deve effettuare una rimessa dal fondo (kickout) dall'angolo dell'area piccola. Tutti i giocatori devono stare dietro la linea dei 20 metri.
- Dopo che un attaccante ha segnato un gol, il portiere deve effettuare una rimessa dal fondo dalla linea dei 20 metri, con i giocatori tutti oltre la linea stessa e fuori dal semicerchio.
- Dopo che un difensore ha mandato la palla fuori dalla sua porta (quel che calcisticamente è salvare in corner), un attaccante può effettuare un "45" (che si pronuncia in inglese fortyfive) calciando da fermo dalla linea dei 45 metri.
- Se un giocatore manda la palla fuori dal campo, l'altra squadra ha in favore una rimessa laterale (sideline kick) nel punto dove la palla è uscita. La rimessa può essere effettuata indistintamente o di piede o con le mani.
- Quando un giocatore effettua un fallo, l'altra squadra beneficia di un calcio di punizione (free kick) dove il fallo è stato commesso. Può essere battuto come la rimessa laterale, di mano o di piede.
- Se viene commesso fallo nella propria area grande, l'altra squadra ha a beneficio un rigore (penalty kick), che va battuto dal dischetto posizionato a 11 metri dalla linea di porta, come nel calcio. Solo il portiere può difendere la porta. Fino al 2010 il rigore si tirava dalla linea dei 13 metri[15]
- Nel caso il fallo non sia chiaro, sia per zuffe o mischie, l'arbitro concede la palla contesa.

## Diffusione

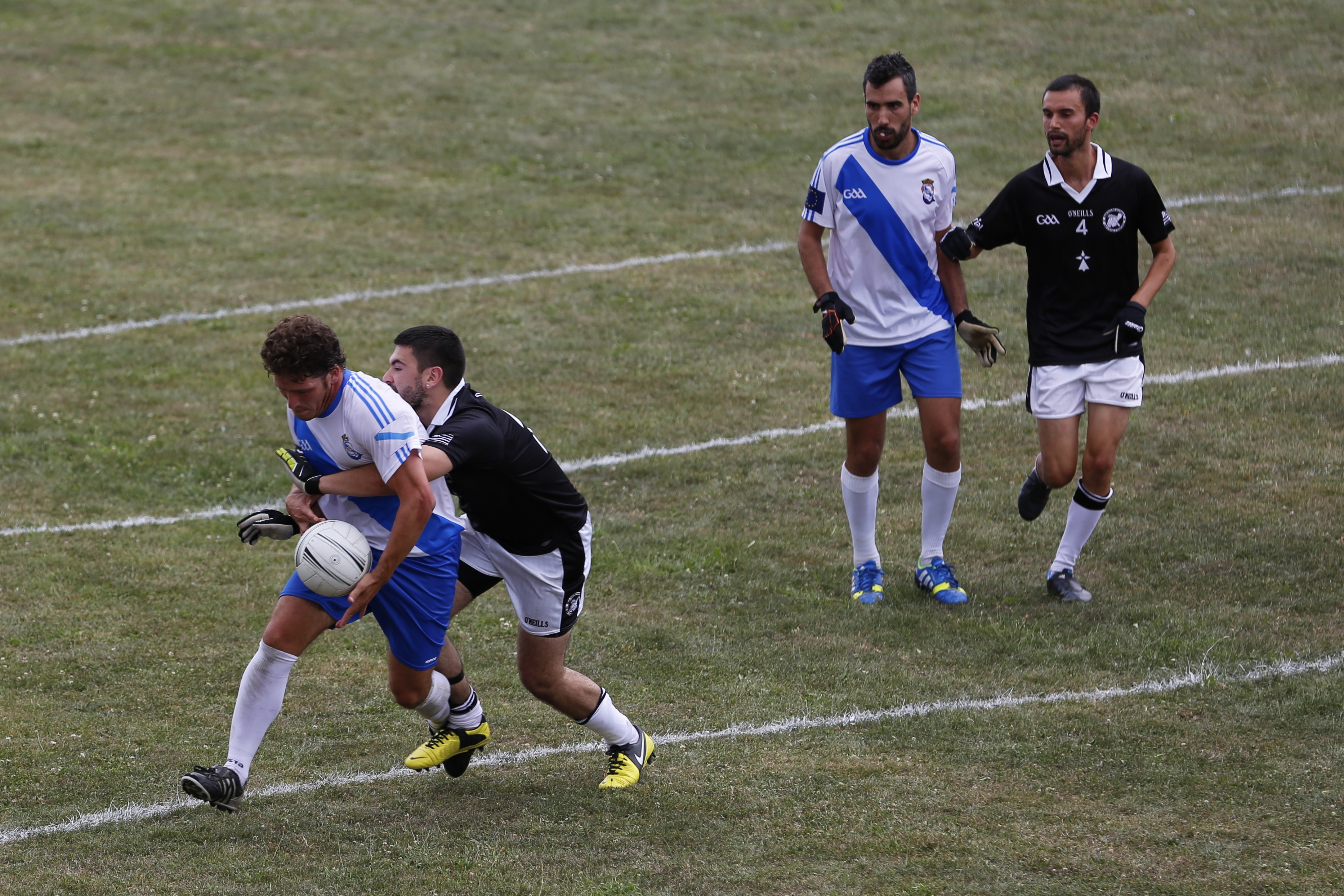
Partita tra le rappresentative di Galizia e Bretagna nel 2003

Come gli altri sport gaelici, il calcio gaelico è uno sport fortemente legato alle tradizioni e alla cultura irlandese, essendo per lo più sconosciuto all'estero. In Irlanda è lo sport più popolare in termini di pubblico e nel 2003 si è aggiudicato il 34% della popolazione rispetto agli altri sport seguito dall'hurling al 23%, calcio al 16% e rugby all'8%. Una ricerca Initiative's ViewerTrack ha evidenziato come la finale del torneo All-Ireland di calcio gaelico sia a livello televisivo l'evento sportivo dell'anno. È inoltre lo sport più praticato.
Anche in Irlanda del Nord è stato sempre apprezzato e seguito, massicciamente dalla comunità nazionalista, con più diffidenza da quella unionista. Ultimamente il seguito è molto più trasversale, anche grazie agli sforzi delle istituzioni che hanno visto nella partecipazione delle comunità alle partite una possibilità di avvicinamento delle stesse.

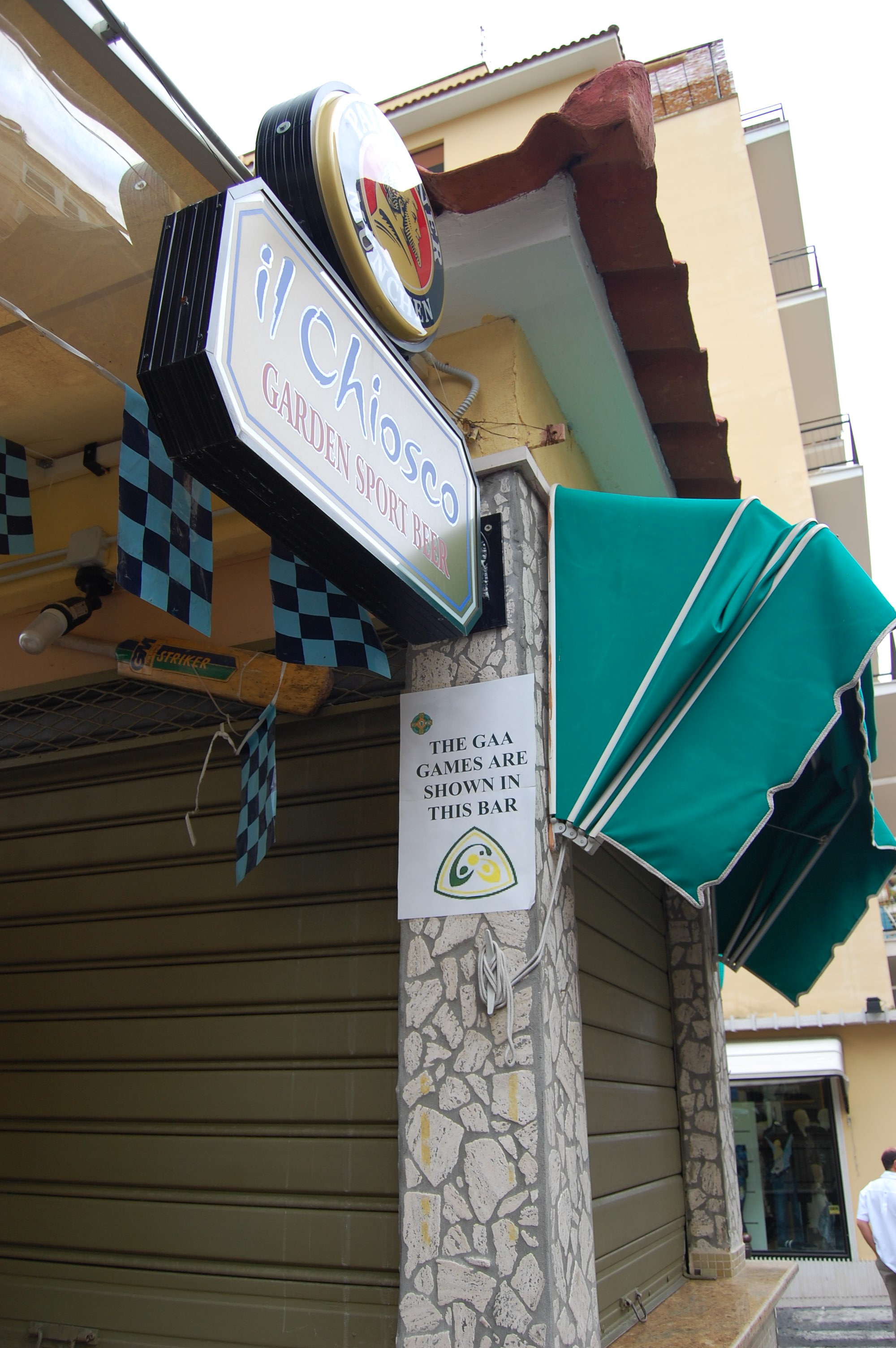
Partite di GAA pubblicizzate su un bar di Sorrento con bandiere di Dublino

Sconosciuto praticamente a chiunque fino a metà anni duemila se non agli appassionati dell'Isola Smeralda e assolutamente poco praticato, il calcio gaelico al di fuori dell'Irlanda è rimasto spesso confinato tra le popolazioni di emigranti irlandesi, soprattutto in America del Nord e nel Regno Unito. Le rappresentative di New York e Londra fanno da sempre parte delle competizioni ufficiali All-Ireland. Al di fuori di queste due realtà, gli sport gaelici hanno sempre latitato altrove, conoscendo soltanto molto recentemente una diffusione pionieristica. Il paese con più club e strutture organizzative è il Regno Unito, che ha una "provincia" a sé stante, la Britain GAA, che organizza squadre e competizioni sul suolo britannico (oltre che Londra). In Europa solo a partire dagli anni duemila inoltrati si sono formate le prime squadre, spesso fondate da ex giocatori Senior irlandesi o da comunità irlandesi, attecchendo prima di tutto nei paesi con più tradizione culturale celtica, come ad esempio la Bretagna in Francia o la Galizia in Spagna che hanno addirittura all'interno dei loro board nazionali, una sottofederazione con campionato a parte. I club ufficiali, per quanto spesso di natura dilettantistica, sono affiliati alla Europe GAA, una costola GAA che organizza tornei e squadre in tutta Europa considerata artificiosamente una county. 
In Italia, il calcio gaelico è una disciplina recente: nel 2012 si sono formate le prime squadre, rappresentanti le città di Rovigo e Padova (le quali si sfidano due volte l'anno in un evento ribattezzato "Adige Cup"), alle quali si è aggiunta poco dopo Roma, divenuta poi SS Lazio ed entrata a far parte della Polisportiva biancoceleste. I tre team giocano attualmente nel torneo South-East Europe della European County Board, branca europea della Gaelic Athletic Association.
A livello televisivo, a partire dagli anni cinquanta e per molto tempo le dirette delle partite erano prerogativa della RTÉ, la rete pubblica irlandese. Con l'aumento della diffusione dello sport anche emittenti satellitari private in America e Sky Sport nel Regno Unito in seguito hanno cominciato a trasmettere sempre più incontri. In Italia nessuna rete del territorio nazionale trasmette calcio gaelico e l'unico modo per poter assistere a una partita è nei pub irlandesi abbonati ai canali satellitari d'oltremanica, sempre più diffusi.
In Italia, a livello editoriale invece, nel settembre del 2016 è stato pubblicato "Sogno Irlandese - La storia curiosa degli sport gaelici in Polesine" (www.sognoirlandese.wordpress.com) il primo libro sul football gaelico scritto in lingua italiana e che racconta di come questo sport si sia sviluppato partendo da Rovigo.